# Predležeča posteljica
Predležeča posteljica, napotna posteljica ali placenta praevia je patološko stanje posteljice, ko le-ta popolnoma ali delno prekriva notranje maternično ustje. Normalno se posteljica nahaja v zgornjem delu maternice, stran od materničnega vratu, skozi katerega plod potuje med porodom.
Predležeča posteljica lahko povzroči hude nožnične krvavitve pred porodom ali med njim. Nosečnica s predležečo posteljico mora med nosečnostjo mirovati. Pogosto je potreben carski rez.

## Etiologija
Etiologija je neznana, navajajo pa se razni vzroki:
- hiter transport oplojenega jajčeca,
- prejšnja poškodba maternične sluznice (endometrija) in slaba ožiljenost,
- zmanjšana invazivnost trofoblasta,
- mnogoplodne nosečnosti z velikimi posteljicami.

Pogosteje se pojavlja pri starejših nosečnicah, kadilkah, nosečnicah, ki so v preteklosti že rodile, tistih, ki so imele carski rez ali operativni poseg na maternici ter nosečnicah z brazgotinami znotraj maternice.

## Oblike
Obstajajo tri oblike predležeče posteljice:
- obrobno predležeča posteljica: posteljica je pomaknjena proti materničnemu vratu, a ne prekriva materničnega ustja
- delno predležeča posteljica: pokriva le del materničnega ustja
- totalno (popolno) predležeča posteljica: popolno prekriva notranje maternično ustje

## Simptomi in znaki
Najpogostejši simptom pri predležeči maternici so nenadne nožnične krvavitve, lahko se pojavijo tudi krči. Krvavitev se običajno pojavi ob koncu drugega ali začetku tretjega trimesečja. Krvavitev je lahko huda. Lahko samoodsebno mine in se lahko čez nekaj dni ali tednov ponovno pojavi. Včasih se lahko po nekaj dneh močnih krvavitev sproži porod. V nekaterih primerih se krvavitev pojavi šele ob začetku poroda.